# Metodo delle variazioni delle costanti
In analisi matematica, il metodo di variazione delle costanti o metodo di Lagrange è una procedura generale che consente di determinare l'integrale generale di un'equazione differenziale lineare di qualunque ordine e qualunque sia la funzione continua {\displaystyle f(t)} che costituisce il termine noto. Questo metodo risulta applicabile laddove si riescano a determinare n soluzioni indipendenti dell'equazione omogenea associata e delle primitive di opportune funzioni che forniscono la soluzione di un sistema.
Il metodo è qui illustrato inizialmente per equazioni del primo e del secondo ordine, e quindi generalizzato a equazioni di ordine n arbitrario. La variabile da cui dipende la funzione incognita {\displaystyle y} è chiamata in tutti gli esempi {\displaystyle t}.

## Equazioni del primo ordine
Una equazione differenziale lineare del primo ordine in forma normale è del tipo:
{\displaystyle y'(t)+a(t)y(t)=f(t)}.
Il metodo di variazione delle costanti consiste nella ricerca di soluzioni del tipo:
{\displaystyle \displaystyle {\tilde {y}}(t)=c(t)e^{-A(t)}}.
Tale forma è suggerita dalla soluzione {\displaystyle y_{o}(t)} dell'equazione omogenea associata:
{\displaystyle y'(t)+a(t)y(t)=0}
che, per separazione delle variabili, si ottiene essere nella forma:
{\displaystyle y_{o}(t)=Ce^{-A(t)}},
dove {\displaystyle A(t)} è una primitiva di {\displaystyle a(t)} e {\displaystyle C} è una costante arbitraria. Il motivo per cui il metodo si chiama così è dovuto al fatto che, per la soluzione dell'equazione completa, la costante {\displaystyle C} viene trasformata in una funzione del tempo {\displaystyle c(t)} da determinare.
Il metodo consiste essenzialmente nella sostituzione di {\displaystyle {\tilde {y}}(t)} nell'equazione differenziale originaria. Per effettuare la sostituzione, è necessario calcolare innanzitutto la derivata prima, usando la regola di Leibniz:
{\displaystyle {\tilde {y}}'(t)=c'(t)y(t)+c(t)y'(t)}
Sostituendo quanto appena ricavato nell'equazione di partenza si ottiene:
{\displaystyle c'(t)y(t)+c(t)y'(t)+a(t){\tilde {y}}=f(t)},
da cui, sostituendo:
{\displaystyle c'(t)e^{-A(t)}-c(t)a(t)e^{-A(t)}+c(t)a(t)e^{-A(t)}=f(t)}.
Semplificando si ottiene:
{\displaystyle c'(t)e^{-A(t)}=f(t)}.
Moltiplicando ambo i membri per {\displaystyle e^{A(t)}} e integrando si ha:
{\displaystyle c(t)=\int f(t)e^{A(t)}dt+D},
dove {\displaystyle D} è una costante arbitraria. Pertanto si ottiene l'insieme di soluzioni particolari:
{\displaystyle {\tilde {y}}=c(t)e^{-A(t)}=e^{-A(t)}\int f(t)e^{A(t)}dt+De^{-A(t)}}
in cui si può scegliere la soluzione particolare più semplice, cioè quella in cui {\displaystyle D=0}.
L'integrale generale è ottenuto sommando tale soluzione particolare {\displaystyle {\tilde {y}}(t)} alla soluzione {\displaystyle y_{o}(t)} dell'equazione omogenea associata ricavata in precedenza, ottenendo:
{\displaystyle y(t)={\tilde {y}}(t)+y_{o}(t)=e^{-A(t)}\int f(t)e^{A(t)}dt+Ce^{-A(t)}}.
A questo punto l'unica difficoltà è il calcolo di un integrale che può non essere immediato, o, addirittura, non risolvibile con metodi analitici.
Si riconosce immediatamente la coerenza con due casi particolari. Per l'equazione omogenea, ponendo {\displaystyle f(t)=0} si ottiene {\displaystyle y(t)=Ce^{-A(t)}}, che ne è soluzione; nel caso di coefficiente costante {\displaystyle a(t)=A} si riconosce che la soluzione è in termini dell'esponenziale {\displaystyle e^{-At}}.

### Esempio
Per integrare l'equazione
{\displaystyle y'+2ty=t}
è sufficiente riconoscere che {\displaystyle a(t)=2t} (la cui primitiva è {\displaystyle A(t)=t^{2}}), che {\displaystyle f(t)=t} e sostituire nell'integrale generale ottenendo la soluzione generale:
{\displaystyle y(t)=e^{-t^{2}}\int te^{t^{2}}dt+Ce^{-t^{2}}={\frac {1}{2}}e^{-t^{2}}e^{t^{2}}+Ce^{-t^{2}}={\frac {1}{2}}+Ce^{-t^{2}}}
che può essere verificata per sostituzione nell'equazione differenziale data.
Eventuali condizioni aggiuntive possono poi essere utilizzate per ottenere il valore di {\displaystyle C}.

## Equazioni del secondo ordine
Una equazione differenziale del secondo ordine è del tipo:
{\displaystyle y''(t)+a(t)y'(t)+b(t)y(t)=f(t)}
Il metodo di variazione delle costanti in questo caso consiste nella ricerca di soluzioni del tipo:
{\displaystyle \displaystyle {\tilde {y}}=c_{1}(t)y_{1}(t)+c_{2}(t)y_{2}(t)}
costruite a partire da due soluzioni {\displaystyle y_{1}(t)} e {\displaystyle y_{2}(t)} dell'equazione omogenea associata:
{\displaystyle y''(t)+a(t)y'(t)+b(t)y(t)=0}
Poiché spesso l'equazione omogenea associata è di più semplice risoluzione, questo metodo risulta essere utile in molti casi concreti.
Il metodo consiste essenzialmente nella sostituzione di {\displaystyle {\tilde {y}}} nell'equazione differenziale originaria. Per effettuare la sostituzione, è necessario calcolare innanzitutto la derivata prima, usando la regola di Leibniz:
{\displaystyle {\tilde {y}}'(t)=c_{1}'(t)y_{1}(t)+c_{2}'(t)y_{2}(t)+c_{1}(t)y_{1}'(t)+c_{2}(t)y_{2}'(t)}
Al fine di semplificare i calcoli, si impone la condizione seguente:
{\displaystyle c_{1}'(t)y_{1}(t)+c_{2}'(t)y_{2}(t)=0}
Questo fa sì che risulti:
{\displaystyle {\tilde {y}}'=c_{1}(t)y_{1}'(t)+c_{2}(t)y_{2}'(t)}
e di conseguenza:
{\displaystyle {\tilde {y}}''=c_{1}'(t)y_{1}'(t)+c_{2}'(t)y_{2}'(t)+c_{1}(t)y_{1}''(t)+c_{2}(t)y_{2}''(t)}
Sostituendo quanto appena ricavato nell'equazione di partenza si ottiene:
{\displaystyle (c_{1}'(t)y_{1}'(t)+c_{2}'(t)y_{2}'(t)+c_{1}(t)y_{1}''(t)+c_{2}(t)y_{2}''(t))+a(c_{1}(t)y_{1}'(t)+c_{2}(t)y_{2}'(t))+b(c_{1}(t)y_{1}(t)+c_{2}(t)y_{2}(t))=f(t)}
e quindi:
{\displaystyle c_{1}(t)(y_{1}''(t)+ay_{1}'(t)+by_{1}(t))+c_{2}(t)(y_{2}''(t)+ay_{2}'(t)+by_{2}(t))+(c_{1}'(t)y_{1}'(t)+c_{2}'(t)y_{2}'(t))=f(t)}
I primi due addendi sono identicamente nulli, poiché {\displaystyle y_{1}(t)} e {\displaystyle y_{2}(t)} sono soluzioni dell'equazione omogenea, quindi il tutto si riduce a:
{\displaystyle c_{1}'(t)y_{1}'(t)+c_{2}'(t)y_{2}'(t)=f(t)}
Tutto ciò porta allo studio del sistema lineare di due equazioni nelle incognite {\displaystyle c_{1}'} e {\displaystyle c_{2}'}:
{\displaystyle \left\{{\begin{matrix}c_{1}'(t)y_{1}(t)+c_{2}'(t)y_{2}(t)=0\\c_{1}'(t)y_{1}'(t)+c_{2}'(t)y_{2}'(t)=f(t)\end{matrix}}\right.}
Il determinante della matrice:
{\displaystyle \left({\begin{matrix}y_{1}(t)&y_{2}(t)\\y_{1}'(t)&y_{2}'(t)\end{matrix}}\right)}
è il wronskiano di {\displaystyle y_{1}(t)} e {\displaystyle y_{2}(t)}: questo è nullo se e solo se le due soluzioni sono dipendenti. Ne segue che in questo caso non è mai nullo, ed il sistema ha sempre una soluzione, data da:
{\displaystyle c_{1}'(t)={\frac {-y_{2}(t)f(t)}{y_{2}'(t)y_{1}(t)-y_{1}'(t)y_{2}(t)}}\qquad \qquad c_{2}'(t)={\frac {y_{1}(t)f(t)}{y_{2}'(t)y_{1}(t)-y_{1}'(t)y_{2}(t)}}}
Integrando {\displaystyle c_{1}'(t)} e {\displaystyle c_{2}'(t)} si può ottenere a scelta o una soluzione particolare dell'equazione di partenza (integrando definitamente) o l'integrale generale dell'equazione di partenza (integrando indefinitamente).

## Equazioni di ordinen
Nel caso di equazioni di ordine n:
{\displaystyle y^{(n)}(t)+a_{n-1}(t)y^{(n-1)}(t)+\cdots +a_{0}(t)y(t)=f(t)}
si considerano le n soluzioni indipendenti dell'equazione omogenea e si cerca una soluzione particolare dell'equazione nella forma:
{\displaystyle {\tilde {y}}=c_{1}(t)y_{1}(t)+c_{2}(t)y_{2}(t)+\cdots +c_{n}(t)y_{n}(t)}
Si risolve quindi il sistema lineare nelle n incognite {\displaystyle c_{i}'(t)}:
{\displaystyle {\begin{cases}c_{1}'(t)y_{1}(t)+c_{2}'(t)y_{2}(t)+\cdots +c_{n}'(t)y_{n}(t)=0\\c_{1}'(t)y_{1}'(t)+c_{2}'(t)y_{2}'(t)+\cdots +c_{n}'(t)y_{n}'(t)=0\\\cdots \cdots \cdots \cdots \\c_{1}'(t)y_{1}^{(n-2)}(t)+c_{2}'(t)y_{2}^{(n-2)}(t)+\cdots +c_{n}'(t)y_{n}^{(n-2)}(t)=0\\c_{1}'(t)y_{1}^{(n-1)}(t)+c_{2}'(t)y_{2}^{(n-1)}(t)+\cdots +c_{n}'(t)y_{n}^{(n-1)}(t)=f(t)\end{cases}}}
Il determinante di questo sistema viene detto determinante wronskiano e, come sopra, si può dimostrare che è sempre non nullo a partire dall'indipendenza delle soluzioni dell'equazione omogenea. Si determinano le funzioni incognite integrando gli n termini soluzioni del sistema di cui sopra, per ricavare l'integrale generale dell'equazione.
Nello specifico, data un'equazione ordinaria lineare non omogenea:
{\displaystyle y^{(n)}(t)+\sum _{i=0}^{n-1}a_{i}(t)y^{(i)}(t)=b(t)}
sia {\displaystyle y_{1}(t),\ldots ,y_{n}(t)} un sistema fondamentale di soluzioni della corrispondente equazione omogenea:
{\displaystyle y^{(n)}(t)+\sum _{i=0}^{n-1}a_{i}(t)y^{(i)}(t)=0}
Allora una soluzione particolare dell'equazione non omogenea è data da:
{\displaystyle y_{p}(t)=\sum _{i=1}^{n}c_{i}(t)y_{i}(t)}
dove {\displaystyle c_{i}(t)} sono funzioni differenziabili che si assume soddisfino le condizioni:
{\displaystyle \sum _{i=1}^{n}c_{i}'(t)y_{i}^{(j)}(t)=0\qquad j=0,\ldots ,n-2}
Considerando la soluzione particolare dell'equazione omogenea, differenziando ripetutamente e utilizzando le condizioni precedenti:
{\displaystyle y_{p}^{(j)}(t)=\sum _{i=1}^{n}c_{i}(t)y_{i}^{(j)}(t)\qquad j=0,\ldots ,n-1}
Con un'ultima differenziazione si ha:
{\displaystyle y_{p}^{(n)}(t)=\sum _{i=1}^{n}c_{i}'(t)y_{i}^{(n-1)}(t)+\sum _{i=1}^{n}c_{i}(t)y_{i}^{(n)}(t)}
Sostituendo quindi la soluzione particolare nell'equazione di partenza e applicando le ultime due relazioni si ottiene:
{\displaystyle \sum _{i=1}^{n}c_{i}'(t)y_{i}^{(n-1)}(t)=b(t)}
Questa equazione e la precedente sono sistemi lineari che possono essere risolti con la regola di Cramer:
{\displaystyle c_{i}'(t)={\frac {W_{i}(t)}{W(t)}}\qquad i=1,\ldots ,n}
dove {\displaystyle W(t)} è il wronskiano del sistema fondamentale di soluzioni e {\displaystyle W_{i}(t)} è il wronskiano del sistema fondamentale con l'i-esima colonna rimpiazzata da {\displaystyle (0,0,\ldots ,b(t))}.
La soluzione particolare dell'equazione non omogenea può essere scritta come:
{\displaystyle y_{p}(t)=\sum _{i=1}^{n}y_{i}(t)\,\int {\frac {W_{i}(t)}{W(t)}}dt}